# ORP Orkan (G90)
«Оркан» (англ. ORP Orkan (G90), пол. ORP Orkan (G90) — військовий корабель, ескадрений міноносець типу «M» Королівського військово-морського флоту Великої Британії та військово-морських сил Польщі за часів Другої світової війни.

## Історія створення
Ескадрений міноносець «Оркан» був закладений 7 грудня 1939 року на верфі компанії Fairfield Shipbuilding and Engineering Company у Говані під назвою «Мімідан». 2 грудня 1941 року він був спущений на воду, а 18 листопада 1942 року увійшов до складу Королівських ВМС Великої Британії та вже невдовзі був переданий до складу військово-морських сил Польщі.

## Історія служби
Корабель нетривалий час брав активну участь у бойових діях на морі за часів Другої світової війни, бився у Північній Атлантиці, супроводжував арктичні конвої.

### 1943
У січні 1943 року «Оркан» разом з «Обд'юрет», «Обідіент», «Онслоу», «Опорт'юн», «Оруелл», «Орібі» увійшов до складу 17-ї флотилії есмінців Домашнього флоту Британії.
У лютому 1943 року «Оркан» повернувся до супроводу арктичних конвоїв. З 21 по 27 число разом з крейсером «Сцилла», есмінцями «Екліпс», «Імпалсів», «Ф'юрі» й «Інтрепід» супроводжував черговий конвой JW 53 до Росії. На початку березня повернувся з конвоєм RA 53 додому.
8 жовтня 1943 року під час супроводу конвою SC 143 потоплений у Північній Атлантиці внаслідок ураження торпедою G7e німецьким підводним човном U-378. Загинуло 179 моряків, врятувалося тільки 44.